# 刘温叟
劉溫叟（909年—971年），字永齡，河南洛陽人。
劉岳之子，出身望族。七歲能屬文，以荫补国子四门助教，善楷隸，終身不聽絲竹（音樂）。建隆年間拜御史中丞。趙光義為開封府尹時，知劉溫叟家貧，以五十萬錢贈之，劉溫叟原封不動，封存在西厢房内。楊徽之、趙鄰幾皆其門下。有子劉炤、劉炳、劉燁。范杲為其女婿